# Exter (Weser)
Die Exter ist ein 26,1 km langer, orografisch linker bzw. südlicher Zufluss der Weser im nordrhein-westfälischen Kreis Lippe und im niedersächsischen Landkreis Schaumburg (Deutschland).
Sie gab ihren Namen der 1969 neu gegründeten Gemeinde Extertal, deren Fläche einem Großteil ihres etwa 108,7 km² großen Einzugsgebiets entspricht.

## Name
Die Exter wird 1328 erstmals schriftlich erwähnt (Eckerste) und der Ort Exter schon im Jahr 896 (Achriste). Der Name besteht aus dem  germanischen Wort *akra- (='treibend') sowie dem Suffix -ista-. Das Suffix kann entweder eine Art Superlativ darstellen oder es bezeichnet eine Stelle am Fluss, an der ein besonderer „Antrieb“ bestand.

## Verlauf
Die Exter entspringt im Ostteil des Kreises Lippe im Naturpark Teutoburger Wald / Eggegebirge. Ihre Quelle liegt in der Gemeinde Barntrup etwa 1 km westsüdwestlich vom Ortskern des nördlichen Ortsteils Alverdissen in landwirtschaftlich genutztem Gebiet auf 279 m ü. NN.
Direkt unterhalb ihres Ursprungs durchfließt die Exter einen kleinen Teich, um danach ostwärts nach und durch Alverdissen zu verlaufen. Dort durchfließt sie drei Teiche, die beiden unteren heißen Menteteich und Torteich. Dann umfließt sie das Gelände des Schlosses Alverdissen. Das Dorf verlässt sie in Richtung Nordwesten, um dann nordwärts im Gemeindegebiet von Extertal in der Gemarkung von Asmissen vorbei am Hof Ullenhausen, am Weiler Eimke und am kleinen Asmissener Kernort, die östlich gelegene Hohe Asch passierend, nach und durch Bösingfeld, dem Extertaler Kernort, zu verlaufen. Dort nimmt sie erst die von Südwesten kommende Beeke und dann den von Osten zufließenden Aschbach auf.
Unterhalb von Bösingfeld verläuft die Exter, nach linksseitigem Einmünden des Sellenbachs und rechtsseitigem des Siekbachs nordnordwestwärts durch Nalhof und passiert, weiter nördlich nach linksseitigem Einmünden des Kollerbachs, Almena. Danach mündet von Südwesten kommend die Alme ein. Östlich vom etwas abseits des Bachs gelegenen Silixen, wo er Grenzfluss zu Niedersachsen ist und zwei größere Teiche passiert, mündet von Südsüdwesten der Laßbach ein.
Im niedersächsischen Landkreis Schaumburg und zugleich sowohl im Naturpark Weserbergland Schaumburg-Hameln als auch im Stadtgebiet von Rinteln tangiert die Exter, nach linksseitigem Zufließen der Wemke, östlich Krankenhagen und dann westlich Uchtdorf. Hiernach fließt sie durch Exten, wo die nordnordwestwärts strebende Neue Exter abzweigt.
Schließlich mündet die Exter nordöstlich der Altstadt von Rinteln auf 60 m ü. NN in die dort, nach einer Flussschleife, von Osten kommende Weser. Dort diente das Gewässer lange als Wassergraben der Stadtbefestigung Rinteln. An der Mündung hat die Exter einen mittleren Abfluss von 1,51 m³/s.

## Verkehr
Durch das Tal der Exter verläuft die von 1968 bis 1969 erbaute Extertalstraße sowie die  1927 errichtete Extertalbahn, die von Beginn an elektrisch betrieben wurde und heute als Draisinenstrecke touristisch genutzt wird.